# Zosteria hispida
Zosteria hispida là một loài ruồi trong họ Asilidae. Zosteria hispida được Daniels miêu tả năm 1987. Loài này phân bố ở miền Australasia.